# Покровское (Орловская область)
Покро́вское — посёлок городского типа в Орловской области России, административный центр Покровского района. Образует одноимённое муниципальное образование городское поселение Покровское как единственный населённый пункт в его составе.
Население — 3751 чел. (2023).
В 33 км к западу от посёлка станция Змиёвка на железнодорожной ветке Орёл—Курск.

## Физико-географическая характеристика
Посёлок расположен в центральной части области, в 77 км к юго-востоку от Орла, у автодороги Р119 Орёл—Ливны—Елец—Липецк—Тамбов на Среднерусской возвышенности в центре Восточно-Европейской равнины. Территория представляет собой приподнятую холмистую равнину и отличается большой изрезанностью. 
В посёлке протекает река Липовец.

### Время
Покровское, как и вся Орловская область, находится в часовой зоне МСК (московское время). Смещение применяемого времени относительно UTC составляет +3:00. Время в посёлке Покровское опережает географическое поясное время на один час.

### Климат
Удалённый от моря посёлок Покровское отличается умеренно—континентальным климатом (в классификации Кёппена — Dfb), который зависит от северо-западных океанических и восточных континентальных масс воздуха, взаимодействующих между собой и определяющих изменения погоды. Зима умеренно прохладная. Периодически похолодания меняются оттепелями. Лето неустойчивое, со сменяющимися периодами сильной жары и более прохладной погоды.
Атмосферные осадки выпадают в умеренном количестве, по месяцам распределяются неравномерно. Наибольшее их количество выпадает в летнее время. Увлажнение достаточное. 

## История
Населённый пункт впервые упоминается в 1625 году. 

В 1861 году село становится центром Покровской волости Малоархангельского уезда Орловской губернии.

В селе Покровском в родовом имении Оловенниковых родились активные деятельницы партии «Народная Воля», революционерки сёстры Мария, Наталья и Елизавета Оловенниковы, о чём свидетельствует мемориальная доска на месте бывшей помещичьей усадьбы. Наталья и Елизавета в дальнейшем проживали в этом селе многие годы. 
Зимой 1943 года в освобожденном Покровском размещался Полевой подвижный госпиталь 2266, где служил хирургом Николай Михайлович Амосов. Этот эпизод описан в его книге "ППГ 2266 или записки полевого хирурга Архивная копия от 7 ноября 2019 на Wayback Machine"

С 18 января 1935 года село Покровское является центром Покровского района Курской области (с 1937 года — Орловской области).

21 декабря 1973 года село Покровское отнесено к категории рабочих поселков. 

С 1 января 2006 года Покровское образует городское поселение «Посёлок Покровское».

## Население
| 1939  | 1959  | 1970  | 1979  | 1989  | 2002  | 2009  | 2010  | 2012  |
| ----- | ----- | ----- | ----- | ----- | ----- | ----- | ----- | ----- |
| 354   | ↗916  | ↗1758 | ↗3409 | ↗4301 | ↗4628 | ↘4562 | ↘4432 | ↘4329 |
| 2013  | 2014  | 2015  | 2016  | 2017  | 2018  | 2019  | 2020  | 2021  |
| ↘4283 | ↗4284 | ↘4225 | ↘4193 | ↘4177 | ↗4227 | ↘4166 | ↘4135 | ↘3752 |
| 2023  |       |       |       |       |       |       |       |       |
| ↘3751 |       |       |       |       |       |       |       |       |

Национальный состав
По итогам переписи населения 2020 года проживали следующие национальности (национальности менее 0,1 % и другое, см. в сноске к строке «Другие»):
| Национальность | Численность, чел. | Доля     |
| -------------- | ----------------- | -------- |
| Русские        | 3527              | 94,00 %  |
| Армяне         | 14                | 0,37 %   |
| Украинцы       | 12                | 0,32 %   |
| Таджики        | 10                | 0,27 %   |
| Азербайджанцы  | 8                 | 0,21 %   |
| Другие         | 181               | 4,83 %   |
| Итого          | 3752              | 100,00 % |

## Экономика
В посёлке находится завод «Пневмоаппарат».

## Социальная сфера
Образование представлено двумя средними общеобразовательными учреждениями:
- Покровская средняя общеобразовательная школа;
- Покровский лицей.

Здравоохранение представлено находящейся в черте посёлка районной больницей - Покровской ЦРБ.